# Valeri Guérguiev
Valeri Abissàlovitx Guérguiev (osseta: Гергиты Абисалы фырт Валери; rus: Вале́рий Абиса́лович Ге́ргиев; 2 de maig de 1953) és un director d'orquestra i director artístic d'òpera rus. És director general del Teatre Mariïnski i també associat amb l'Òpera del Metropolitan, l'Orquestra Filharmònica de Rotterdam i l'Orquestra Simfònica de Londres.

## Biografia
Va néixer a Moscou de pares ossetis i establerts a Vladikavkaz en la seva nativa Ossètia del Nord en el Caucas.
Sense ser un nen prodigi, va començar a aprendre piano a l'escola secundària i després va viatjar a Sant Petersburg, llavors Leningrad, per estudiar al Conservatori de Sant Petersburg, on sent encara adolescent va decidir ja dedicar-se a la direcció d'orquestra, per la qual cosa va començar a prendre classes de direcció amb Ilya Musin
El 1975, encara estudiant, va guanyar el Concurs de Directors d'Orquestra de la Unió Soviètica. L'any següent, va guanyar el Concurs de Directors d'Orquestra Herbert von Karajan a Berlin
El 1977, es va convertir en assistent en l'Òpera del Kírov, avui Òpera del Mariïnski, del director Iuri Temirkànov; aquí va realitzar el seu debut dirigint Guerra i pau de Serguei Prokófiev. Va ser director principal de l'Orquestra Estatal d'Armènia entre 1981 i 1985. Va ser nomenat director artístic del Kírov el 1988 i des de 1996 és director artístic i director general de la institució.
El 1991, Guérguiev va dirigir per primera vegada una companyia d'òpera de l'Europa Occidental: l'Òpera Estatal de Baviera en una funció de Borís Godunov de Modest Mússorgski a Múnic. El mateix any va realitzar el seu debut nord-americà, dirigint Guerra i pau amb l'Òpera de San Francisco. Des de llavors ha dirigit tant òpera com concerts simfònics al llarg del món.
Guérguiev està associat amb nombrosos festivals musicals, entre ells el festival Nits Blanques a Sant Petersburg. Es va convertir en director principal i artístic del Mariïnski el 1988, i director absolut de la companyia, en aquells dies reanomenat Mariïnski, el 1996. El 1995 es va convertir en el director principal de l'Orquestra Filharmònica de Rotterdam, i el 1997, director convidat principal de l'Òpera del Metropolitan a Nova York.
Guérguiev és particularment conegut pel seu estil de direcció apassionat, gairebé brusc, i la seva tendència a grunyir en el podi. És un director impulsiu que dona el millor en obres de gran dramatisme. Ell considera que el seu compositor favorit és Serguei Prokófiev en el seu enregistrament per a DVD de la Suite escita. Guérguiev també ha estat un suport constant en la pacificació en el Caucas, particularment en el conflicte entre el govern central de Geòrgia i Ossètia del Sud.
El 2003 va iniciar i va dirigir en el Teatre Mariïnski el primer cicle complet a Rússia en 90 anys de L'anell del nibelung de Wagner. El disseny i el concepte de la producció va reflectir molts aspectes de la cultura ossètia. Guérguiev va dirigir aquesta producció a l'estranger a Cardiff el 2006 (al Centre del Mil·lenni de Gal·les), a Costa Mesa, Califòrnia (octubre de 2006, Orange County Performing Arts Center) i a Nova York en 2007.
El 2005 va ser nomenat com el 15° director principal de l'Orquestra Simfònica de Londres, substituint a Sir Colin Davis des de l'1 de gener de 2007. El 2006 va ser premiat amb el Polar Music Prize al costat de Led Zeppelin i amb el prestigiós Premi Musical Herbert von Karajan, atorgat pel Festspielhaus Baden-Baden.
El gener de 2013, Guérguiev va ser nomenat director de l'Orquestra Filharmònica de Múnic, càrrec que exercirà des de 2015 fins a 2020, per la qual cosa sembla descartada la possibilitat que substitueixi a Simon Rattle al capdavant de l'Orquestra Filharmònica de Berlín a la finalització del seu contracte en 2018.

## Discografia
Guérguiev es destaca pels seus enregistraments de compositors russos, tant òperes com a obres simfòniques i ballets, entre elles Txaikovski, Borodín, Prokófiev i Xostakóvitx. Dins dels seus discos d'òpera, mereixen destacar-se la Khovànxtxina de Músorgski, Guerra i Pau de Prokófiev i La dama de Piques de Txaikovski. Molts dels enregistraments són amb l'Orquestra del Kírov, encara que també ha gravat amb l'Orquestra Filharmònica de Viena. Un recent lliurament, les simfonies completes de Prokófiev, és amb l'Orquestra Simfònica de Londres. El recent enregistrament (novembre de 2007) de la sisena simfonia de Mahler en directe en el Barbican Hall també amb la Simfònica de Londres, ha merescut la seva catalogació com a enregistrament molt recomanat per la prestigiosa Grammophone Classical Music Guide en la seva edició de 2011.

### Ballets
| Àlbum                                                                                         | Orquestra | Segell   | Discos | Any  |
| --------------------------------------------------------------------------------------------- | --------- | -------- | ------ | ---- |
| PROKOFIEV: Romeo and Juliet (ballet complet)                                                  | Kírov     | Philips  | 2      | 1991 |
| PROKOFIEV: Romeo and Juliet (ballet complet)                                                  | LSO       | LSO Live | 2      | 2010 |
| RAVEL: Daphnis et Chloé (ballet complet) (amb Pavane pour une infant défunte and Boléro)      | LSO       | LSO Live | 1      | 2010 |
| STRAVINSKY: The Firebird (L'Oiseau de feu) (ballet complet)                                   | Kírov     | Philips  | 1      | 1998 |
| STRAVINSKY: The Rite of Spring (Le sacre du printemps) (amb The Poem of Ecstasy de Scriabin') | Kírov     | Philips  | 1      | 2001 |
| TCHAIKOVSKY: The Sleeping Beauty (ballet complet)                                             | Kírov     | Philips  | 3      | 1993 |
| TCHAIKOVSKY: The Nutcracker (ballet complet)                                                  | Kírov     | Philips  | 1      | 1998 |
| TCHAIKOVSKY: Swan Lake (ballet complet) (Highlights available separately)                     | Mariïnski | Decca    | 2      | 2007 |

### Òperes
| Àlbum                                                       | Orquestra | Segell         | Discos | Any  |
| ----------------------------------------------------------- | --------- | -------------- | ------ | ---- |
| BARTÓK: Bluebeard's Castle                                  | LSO       | LSO Live       | 1      | 2009 |
| BORODIN: Prince Igor                                        | Kírov     | Philips        | 3      | 1995 |
| DONIZETTI: Lucia di Lammermoor                              | Mariïnski | Mariinsky Live | 2      | 2011 |
| GLINKA: Ruslan and Ludmila                                  | Kírov     | Philips        | 3      | 1997 |
| MUSSORGSKY: Boris Godunov (1869 & 1872 version)             | Kírov     | Philips        | 5      | 1999 |
| MUSSORGSKY: Khovanshchina                                   | Kírov     | Philips        | 3      | 1992 |
| PROKOFIEV: The Love for Three Oranges                       | Kírov     | Philips        | 2      | 2001 |
| PROKOFIEV: Semyon Kotko                                     | Kírov     | Philips        | 2      | 2000 |
| PROKOFIEV: The Gambler                                      | Kírov     | Philips        | 2      | 1999 |
| PROKOFIEV: The Fiery Angel                                  | Kírov     | Philips        | 2      | 1995 |
| PROKOFIEV: War and Peace                                    | Kírov     | Philips        | 3      | 1993 |
| PROKOFIEV: Betrothal in a Monastery                         | Kírov     | Philips        | 3      | 1998 |
| RIMSKY-KORSAKOV: Sadko                                      | Kírov     | Philips        | 3      | 1994 |
| RIMSKY-KORSAKOV: The Maid of Pskov                          | Kírov     | Philips        | 2      | 1997 |
| RIMSKY-KORSAKOV: The Legend of the Invisible City of Kitezh | Kírov     | Philips        | 3      | 1999 |
| RIMSKY-KORSAKOV: Kashchey the Immortal                      | Kírov     | Philips        | 1      | 1999 |
| RIMSKY-KORSAKOV: The Tsar's Bride                           | Kírov     | Philips        | 2      | 1999 |
| SHOSTAKOVICH: The Nose                                      | Mariïnski | Mariinsky Live | 2      | 2009 |
| STRAVINSKY: Oedipus rex (ve amb el ballet Les noces)        | Mariïnski | Mariinsky Live | 1      | 2010 |
| TCHAIKOVSKY: Pique Dame                                     | Kírov     | Philips        | 3      | 1993 |
| TCHAIKOVSKY: Mazeppa                                        | Kírov     | Philips        | 3      | 1998 |
| TCHAIKOVSKY: Iolanta                                        | Kírov     | Philips        | 2      | 1998 |
| VERDI: La Forza del Destino (1862 original version)         | Kírov     | Philips        | 3      | 1997 |
| WAGNER: Parsifal                                            | Mariïnski | Mariinsky Live | 4      | 2010 |

### Obres Orquestrals
| Àlbum                                                                                       | Orquestra | Segell         | Discos | Any  |
| ------------------------------------------------------------------------------------------- | --------- | -------------- | ------ | ---- |
| BERLIOZ: Symphonie Fantastique, La Mort de Cléopâtre (Soprano: Olga Borodina)               | VPO       | Philips        | 1      | 2003 |
| BORODIN: Symphonies No. 1 & 2                                                               | RPhO      | Polygram       | 1      | 1991 |
| DEBUSSY: Prélude à l'après-midi d'un faune, La Mer, Jeux                                    | LSO       | LSO Live       | 1      | 2011 |
| MAHLER: Symphony No. 1                                                                      | LSO       | LSO Live       | 1      | 2008 |
| MAHLER: Symphony Ens. 2 & 10 (Adagi)                                                        | LSO       | LSO Live       | 2      | 2009 |
| MAHLER:Symphony No. 3                                                                       | LSO       | LSO Live       | 2      | 2008 |
| MAHLER: Symphony No. 4                                                                      | LSO       | LSO Live       | 1      | 2010 |
| MAHLER: Symphony No. 5                                                                      | LSO       | LSO Live       | 1      | 2011 |
| MAHLER: Symphony No. 6                                                                      | LSO       | LSO Live       | 1      | 2008 |
| MAHLER: Symphony No. 7                                                                      | LSO       | LSO Live       | 1      | 2008 |
| MAHLER: Symphony No. 8                                                                      | LSO       | LSO Live       | 1      | 2009 |
| MAHLER: Symphony No. 9                                                                      | LSO       | LSO Live       | 1      | 2011 |
| MUSSORGSKY: Pictures at an Exhibition                                                       | VPO       | Philips        | 1      | 2002 |
| PROKOFIEV: Scythian Suite, Alexander Nevsky                                                 | Kírov     | Philips        | 1      | 2003 |
| PROKOFIEV: Complete Symphonies (No. 1–7) (No. 4: 1930 + 1947 Versions)                      | LSO       | Philips        | 4      | 2006 |
| RACHMANINOV: Symphony No. 2                                                                 | Kírov     | Philips        | 1      | 1994 |
| RACHMANINOV: Symphony No. 2                                                                 | LSO       | LSO Live       | 1      | 2010 |
| RIMSKY-KORSAKOV: Scheherazade, BORODIN: In the Steppes of Central Àsia, BALAKIREV: Islamey  | Kírov     | Philips        | 1      | 2001 |
| SHOSTAKOVICH: The War Symphonies (No. 4–9) Each one available separately                    | Kírov     | Philips        | 5      | 2005 |
| SHOSTAKOVICH: Symphonies No. 1 & 15                                                         | Mariïnski | Mariinsky Live | 1      | 2009 |
| SHOSTAKOVICH: Symphonies No. 2 & 11                                                         | Mariïnski | Mariinsky Live | 1      | 2010 |
| SHOSTAKOVICH: Symphonies No. 3 & 10                                                         | Mariïnski | Mariinsky Live | 1      | 2011 |
| SHOSTAKOVICH: Symphonies No. 4, 5 & 6                                                       | Mariïnski | Mariinsky Live | 2      | 2014 |
| SHOSTAKOVICH: Symphony No. 7 "Leningrad"                                                    | Mariïnski | Mariinsky Live | 1      | 2012 |
| SHOSTAKOVICH: Symphony No. 8                                                                | Mariïnski | Mariinsky Live | 1      | 2013 |
| STRAVINSKY: The Firebird – SCRIABIN: Prometheus                                             | Kírov     | Philips        | 1      | 1998 |
| STRAVINSKY: The Rite of Spring – SCRIABIN: The Poem of Ecstasy                              | Kírov     | Philips        | 1      | 2001 |
| TCHAIKOVSKY: Symphonies No. 4, 5, 6Each one available separately                            | VPO       | Philips        | 3      | 2005 |
| TCHAIKOVSKY: Symphony No. 5                                                                 | VPO       | Philips        | 1      | 1999 |
| TCHAIKOVSKY: Symphony No. 6, Francesca dona Rimini, Romeo and Juliet                        | Kírov     | Philips        | 1      | 2000 |
| TCHAIKOVSKY: 1812 Overture and others                                                       | Kírov     | Philips        | 1      | 1994 |
| TCHAIKOVSKY: 1812 Overture, Moscow Cantata, Marche Slave, Coronation March, Danish Overture | Mariïnski | Mariinsky Live | 1      | 2009 |

### Obres amb solistes instrumentals
| Àlbum                                                                     | Solista           | Orquestra | Segell         | Discos | Any  |
| ------------------------------------------------------------------------- | ----------------- | --------- | -------------- | ------ | ---- |
| BRAHMS & KORNGOLD: Violin Concertos                                       | Nikolaj Znaider   | VPO       | RCA Xarxa Seal | 1      | 2009 |
| Lang Lang: Liszt, My Piano Hero (LISZT: Piano Concerto No. 1)             | Lang Lang         | VPO       | Sony           | 1      | 2011 |
| PROKOFIEV: Complete Piano Concertos (No. 1–5)                             | Alexander Toradze | Kírov     | Philips        | 2      | 1998 |
| RACHMANINOV: Piano Concerto No.2, Rhapsody on a Theme of Paganini         | Lang Lang         | Mariïnski | DG             | 1      | 2003 |
| RACHMANINOV: Piano Concerto No.3, Rhapsody on a Theme of Paganini         | Denis Matsuev     | Mariïnski | Mariinsky Live | 1      | 2010 |
| TCHAIKOVSKY & MIASKOVSKY: Violin Concertos                                | Vadim Repin       | Mariïnski | Philips        | 1      | 2003 |
| TCHAIKOVSKY: Variation on a Rococo Theme, PROKOFIEV: Sinfonia Concertante | Gautier Capuçon   | Mariïnski | Virgin         | 1      | 2010 |

### Obres vocals
| Àlbum                                | Solista             | Orquestra | Segell  | Discos | Any  |
| ------------------------------------ | ------------------- | --------- | ------- | ------ | ---- |
| Tchaikovsky & Verdi Arias            | Dmitri Hvorostovsky | Kírov     | Philips | 1      | 1990 |
| Tchaikovsky & Verdi Arias            | Galina Gorchakova   | Kírov     | Philips | 1      | 1996 |
| Homage: The Age Of The Diva          | Renée Fleming       | Mariïnski | Decca   | 1      | 2007 |
| Russian Album                        | Anna Netrebko       | Mariïnski | DG      | 1      | 2006 |
| PROKOFIEV: Ivan The Terrible Cantata | RPhO                | Philips   | 1       | 1998   |      |
| VERDI: Requiem                       | Mariinsky           | Philips   | 2       | 2001   |      |

### Vídeos

#### DVD
- Valery Gergiev in Rehearsal and Performance
- 60 Minutes: The Wild Man of Music, 2004.
- Valery Gergiev Conducts the Vienna Philharmonic Orchestra in Prokofiev, Schnittke & Stravinsky, 2003.
- Verdi: La forza de la destinació, Marinsky Theatre Orchestra, 1998.
- Rimsky-Korsakov: Sadko, Kirov Opera, 2006.
- Puccini: Turandot, Vienna Philharmonic, 2006.
- Prokofiev: Betrothal in a Monastery, Kirov Opera, 2005.
- Shostakovich against Stalin, 2005.
- "All the Russias – a musical journey": a five-part documentary through the tradition and heritage of Russian music.
- "Gergiev Conducts Brahms: Ein Deutsches Requiem" Kringelborn, Kwiecien, Swedish Radio Choir, Rotterdam Philharmonic, 2008
- Tschaikovsky: Eugene Onegin; Dmitri Hvorostovsky, Renee Fleming, Ramon Vargas, Metropolitan Opera, 2007

## Condecoracions
- Desembre del 2012: Medalla honorífica Bene Merito, atorgada pel Ministre de Relacions Exteriors de Polònia.